# Hasta lueguito, joder
"Hasta lueguito, joder" (título original en inglés: "Toodle Fucking-Oo") es el decimosexto episodio de la serie de HBO Los Soprano y el tercero de la segunda temporada de la serie. Fue escrito por Frank Renzulli, dirigido por Lee Tamahori y estrenado el 30 de enero de 2000 en Estados Unidos.

## Protagonistas
- James Gandolfini como Tony Soprano.
- Lorraine Bracco como Dr. Jennifer Melfi
- Edie Falco como Carmela Soprano.
- Michael Imperioli como Christopher Moltisanti.
- Dominic Chianese como Corrado Soprano, Jr.
- Vincent Pastore como Pussy Bonpensiero.
- Steven Van Zandt como Silvio Dante.
- Tony Sirico como Paulie Gualtieri.
- Robert Iler como Anthony Soprano, Jr.
- Jamie-Lynn Sigler como Meadow Soprano.
- Drea de Matteo como Adriana La Cerva.
- David Proval como Richie Aprile.
- Aida Turturro como Janice Soprano.
- y Nancy Marchand como Livia Soprano.

### Otros personajes
| - Peter Bogdanovich como Dr. Elliot Kupferberg - Matthew Sussman como Dr. Douglas Schreck - Paul Herman como Beansie Gaeta. - Michele de Cesare como Hunter Scangarelo. - Diana Agostini como Miriam. - Getchie Argetsinger como profesor de Yoga. - Leslie Beatty como Nancy. - Ed Crasnick como comediante. - Vincent Curatola como Johnny Sack. - Catrina Ganey como enfermera. | - Marc Freeman Hamm como fiestero. - Linda Mann como fumadora de marihuana. - Joe Pacheo como policía. - Charles Sammarco como Joey. - Antonette Schwartzberg como madre de Beansie. - Mike Squicciarini como Big Frank. - Donna Smythe como Gia Gaeta. - Deirdre Sullivan como paciente de hospital. - Craig Wojcik como repartidor de pizza. |

## Resumen del episodio
El hermano de Jackie Aprile, Richie, es puesto en libertad. Primero le hace una visita al dueño de una pizzería y antiguo compañero en la mafia, Beansie Gaeta. Richie le aclara que quiere de vuelta lo que se merece y que le cobrará semanalmente, pero cuando este se niega, Richie lo ataca brutalmente. Mientras tanto, Tony es informado por un policía que Meadow hizo una fiesta de drogas en la casa de Livia. Tony y Carmela debaten sobre cómo castigar a Meadow, pero Meadow sugiere que le retiren su tarjeta de crédito durante tres semanas. Más tarde, Meadow le revela a una amiga que ahorró dinero, y que eligió el castigo fingiendo una confianza con sus padres.
Janice inicialmente defiende a Meadow, interpretándolo como una señal de que se está independizando. Carmela educadamente le pide a Janice que no interfiera en su crianza. Sin embargo, cuando Janice descubre el desastre dejado en la casa de Livia, piensa que Meadow se está librando demasiado fácil. Tony y Carmela enojados le dicen a Janice que deje de inmiscuirse en su vida familiar, lo que la obliga a irse. Meadow escucha la discusión y está molesta porque Janice está enojada con ella. Más tarde, Janice y Carmela se reconcilian, y Carmela le insiste que continúe en la casa.
Después de cenar con unas amigas, la Drs. Melfi ve a Tony en una mesa con sus "compañeros de trabajo", lo que lleva a un incómodo intento de charla. Más tarde, en una sesión con su terapeuta, el Dr. Elliot Kupferberg, Melfi revela que está molesta y avergonzada por el incidente. Ella le pregunta a Kupferberg si hizo lo correcto al detener la terapia de Tony, a lo que Kupferberg le responde que, para empezar, depende de las razones por las que se convirtió en psiquiatra. La noche siguiente, Melfi tiene un sueño en el que Tony sufre un accidente automovilístico después de quedarse sin Prozac. Melfi se despierta de su sueño y lo escribe de inmediato en un diario.
En una fiesta de bienvenida organizada por Tony, los partidarios de Richie le rinden homenaje con sobres de dinero en efectivo. Cuando Richie pregunta si Beansie está presente, le dicen que nadie lo ha visto. Después, Richie rastrea a Beansie y le dispara por su falta de respeto, persiguiéndolo por la calle a pie. Beansie se escapa y cuando siente que está a salvo, regresa a su Jaguar, solo para luego ser atropellado por Richie. Tony visita a Beansie en el hospital, donde su esposa lo confronta por sus heridas. El médico de Beansie tiene pocas esperanzas de que vuelva a caminar. Tony luego reprende a Richie por el ataque, amenazándolo con graves consecuencias si no sigue las órdenes del jefe.
Richie ve a Janice por casualidad en una clase de yoga, donde recuerdan sobre su pasado reciente y su estado actual. Richie luego trata de ganarse a Janice trayendo un costoso ramo de flores a la cama de Livia. Mientras toman un café en la cafetería, Janice le dice a Richie que ambos están en lugares muy diferentes, pero Richie insiste en que se den otra oportunidad a su antigua relación. Mientras tanto, Tony va a cambiar las cerraduras de la casa de Livia y descubre que Meadow está limpiando el lugar. Tony se aleja de la casa, perplejo por la repentina muestra de remordimiento de su hija.

## Primeras apariciones
- Richie Aprile: Hermano mayor de Jackie Aprile que acaba de salir de prisión tras 10 años.
- Peter "Beansie" Gaeta: antiguo mafioso asociado de Richie Aprile y dueño de una pizzeria.
- Dr. Elliot Kupferberg: colega y psicoterapeuta de la Doctora Melfi.
- Dr. Douglas Schreck: el cardiólogo de Junior Soprano.